# Pueraria bella
Pueraria bella är en ärtväxtart som beskrevs av David Prain. Pueraria bella ingår i släktet Pueraria och familjen ärtväxter. Inga underarter finns listade i Catalogue of Life.